# キアラ・アドヴァニ
キアラ・アドヴァニ（Kiara Advani、1992年7月31日 - ）は、インドのボリウッドで活動する女優。本名はアリア・アドヴァニ（Alia Advani）。 
2014年、コメディ映画『Fugly』で映画デビュー。その後、2016年のスポーツ伝記映画『M.S. Dhoni: The Untold Story』に脇役で出演。2018年にはNetflixのアンソロジー映画『慕情のアンソロジー』で主演を務める。また、興行収入が最も高いテルグ語映画のひとつである政治映画『Bharat Ane Nenu』（2018年）、さらに興行収入が最も高いインド映画のひとつであるロマンス映画『Kabir Singh』（2019年）にヒロイン役として出演を果たした。 

## 生い立ち
キアラ・アドヴァニは、シンド・ヒンドゥーの実業家であるジャグディープ・アドヴァニと、シンド人、スコットランド人、アイルランド人、ポルトガル人、およびスペイン人の祖先の教師であるジュヌビエーブ・ジャフリーとの間に生まれた。 
アリア・アドヴァニとして生まれたアドヴァニは、自身初の出演映画『Fugly』の公開前にファーストネームをキアラに改名。彼女は、2019年のフィルムフェアのインタビューで、「《キアラ》という名前は、『Anjaana Anjaani』という映画でプリヤンカー・チョープラーが演じるキアラという登場人物から思いついた」と答えた。 
長女のアドヴァニにはミシャールという弟がいる。また、母親の家族を介していくつかの有名人と関係がある。俳優のアショーク・クマールとサイード・ジャフリーは、それぞれ彼女の義理の曾祖父と大叔父であり、モデルのシャヒーン・ジャフリーと女優のジューヒー・チャーウラーは彼女の叔母である。

## キャリア

### 2014年 - 2017年

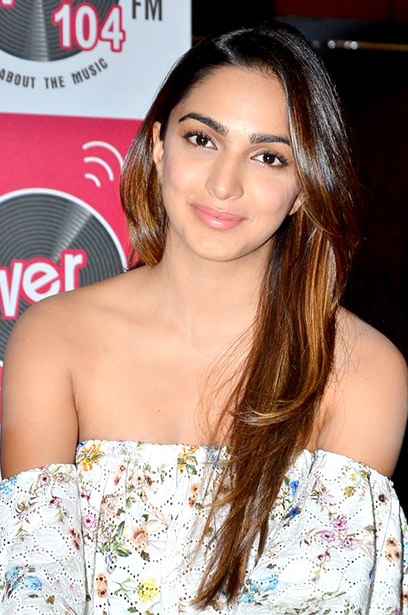
2016年の『M.S. Dhoni: The Untold Story』のイベントでのアドヴァニ

2014年にカビール・サダナンドのコメディ映画『Fugly』で映画デビューし、モーヒト・マルワー、アルフィ・ラムバ、ビジェンデル・シン、ジミー・シェルギルと共演した。 アドヴァニの演技について、ボリウッド・ハンガマのタラン・アダルシュは「キアラ・アドヴァニは人を無意識に惹きつけるルックスと才能を兼ね備えている」と批評した。デカン・クロニクルのメフル・S・タッカーは、彼女の女優としての多才さと幅を称賛するとともに、彼女の演技は「とても印象的」とし、「大いに将来性がある」と批評している。しかし、この映画は賛否両論を受け、大々的なキャンペーンが行われたにもかかわらず、1億8,000万ルピーの予算で興行収入は1億4,800万ルピーであり、商業的には失敗に終わった。 
2016年にクリケットインド代表の元キャプテンであるインド人クリケット選手MSドーニの半生を描いたニーラジ・パーンデーのスポーツ伝記映画『M.S. Dhoni: The Untold Story』に出演した。アドヴァニはスシャント・シン・ラージプートの相手役に抜擢され、実在の人物サクシ・ラワット（ドーニと恋に落ち、後に結婚するホテルのマネージャー）を演じた。 彼女の演技とラージプートとの相性は批評家から高く評価された。全世界の累計興行収入2億1,600万ルピーを超え、『M.S. Dhoni: The Untold Story』は興行的成功を収めた。また、この映画はその年の最も売れたインド映画のひとつになった。 
2017年、アドヴァニは新人俳優のムスタファ・バーマワラの相手役として、アッバス＝ムスタンのアクション・ロマンス・スリラー映画『Machine』（2017年）に出演する。この映画は2人のレーシング愛好家サラとランシュ（それぞれアドヴァニとバーマワラが演じた）の物語で、彼らはサラの友人の死後に結婚する。 『Machine』は様々な不評に遭い、アドヴァニの演技も強く批判された。

### 2018年以降

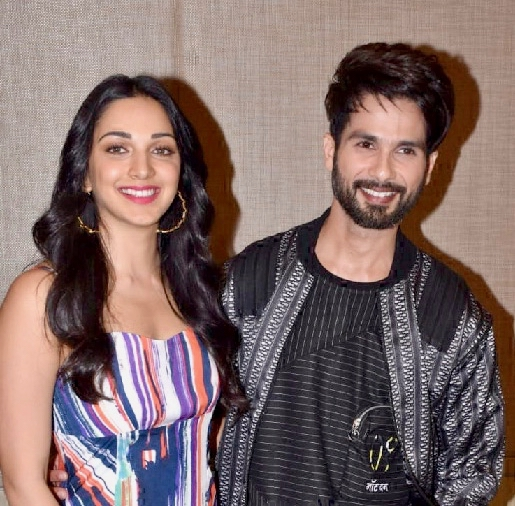
2019年の「Kabir Singh」のイベントでのアドヴァニと共演者のシャーヒド・カプール

2018年は、アドヴァニがそのキャリアの中で批評的にも商業的にも成功した1年だった。 彼女は2作のヒット映画に出演した。最初はNetflixのアンソロジー映画『慕情のアンソロジー』だが、本作は女性の性欲を扱う4つの話からなる。彼女はカラン・ジョーハルの映画に主演し、ヴィッキー・コウシャルの妻役を演じた。この映画は興行的に成功し、アドヴァニの役柄は批評家から好意的な評価を得た。 同年、彼女はコラターラ・シヴァのスリラー政治映画『Bharat Ane Nenu』でテルグ語映画デビューを果たした。 同作の世界興行収入は2億2,500万ルピーに上り、最も売れたテルグ語映画のひとつに数えられている。しかし、アドヴァニの演技には賛否両論が起きた。ただし、彼女と彼の相性は批評家からも好評を得た。 また、アドヴァニはヨー・ヨー・ハニー・シンの「Urvashi」という曲のミュージックビデオにシャーヒド・カプールの相手役として出演した。 
2019年にボーヤパーティ・シュリーヌのテルグ語アクション映画『Vinaya Vidheya Rama』に出演したが、インド国内と海外の両方で興行的に失敗した。その後、アドヴァニはボリウッドに戻り、アビシェーク・ヴァルマンの『Kalank』の劇中歌「First Class」に遊女ラージョとして特別出演するが、興行的に失敗している。 
サンディープ・ヴァンガのロマンス映画『Kabir Singh』でシャーヒド・カプールと共演した。同作はヴァンガが2017年に監督した『Arjun Reddy』のリメイク作品である。美化されたミソジニーとトキシック・マスカリニティのために賛否両論を受けたが、『Kabir Singh』はアドヴァニにとっての最も興行収入が高いボリウッド作品であり、同時に今年最も興行収入が高いボリウッド映画となり、世界中で35億5,000万ルピーの興行収入を記録し、史上最高の売上を誇るインド映画のひとつになった。 
2019年6月現在、アドヴァニは4つの企画に参加している。彼女は、ラジ・メフタの監督デビュー作『Good News』にアクシャイ・クマール、カリーナ・カプール、ディルジット・ドサンジと共に出演する。また、ラガヴァ・ローレンスのホラーコメディ『Laxmmi Bomb』（2011年のタミル語映画『Muni 2: Kanchana』のリメイク作品）で再びアクシャイ・クマールと共演する。さらに彼女は、ヴィシュヌヴァルダンの『Shershaah』でシッダールト・マルホートラと共演する。また、アビール・セングプタの監督デビュー作『Indu ki Jawani』では主役に起用された。

## 作品リスト
| Films that have not yet been released | まだ公開されていない映画を意味します |

| 年     | 映画                         | 配役                   | 備考                                                                          |
| ------ | ---------------------------- | ---------------------- | ----------------------------------------------------------------------------- |
| 2014年 | Fugly                        | デヴィ                 |                                                                               |
| 2016年 | M.S. Dhoni: The Untold Story | サクシ・シン・ラワット |                                                                               |
| 2017年 | Machine                      | サラ・サパー           |                                                                               |
| 2018年 | Lust Stories                 | メガ                   | カラン・ジョハール監督作品、Netflixのアンソロジー映画を構成する4話のうちの1話 |
| 2018年 | Bharat Ane Nenu              | ヴァスマティ           | テルグ語映画デビュー作品                                                      |
| 2019年 | Vinaya Vidheya Rama          | シータ                 | テルグ語映画                                                                  |
| 2019年 | Kalank                       | ラージョ               |                                                                               |
| 2019年 | Kabir Singh                  | プレティ・シッカ       |                                                                               |
| 2019年 | Good News                    | モニカ・ドソウザ       | 撮影済                                                                        |
| 2020年 | Laxmmi Bomb                  | ジータ・ヴァルマ       | 撮影中                                                                        |
| 2020年 | Shershaah                    | ディンプル・チーマ     | 撮影中                                                                        |
| 2020年 | Indoo Ki Jawani              | インドー               | 撮影中                                                                        |

### ミュージックビデオ
| タイトル | 年     | 出演者                  | 共演者               | 脚注   |
| -------- | ------ | ----------------------- | -------------------- | ------ |
| Urvashi  | 2018年 | ヨーヨー・ハニー・シン] | シャーヒド・カプール | [ 20 ] |

## 受賞歴
| 年     | 賞                       | カテゴリー               | 映画            | 脚注   |
| ------ | ------------------------ | ------------------------ | --------------- | ------ |
| 2019年 | ジー・シネ・アワード     | ベスト・オブ・ザ・イヤー | Bharat Ane Nenu | [ 21 ] |
| 2019年 | アジアビジョン・アワード | 今年の新星               | N/A             | [ 22 ] |